# 弗拉迪米尔·哈贝尔
弗拉迪米尔·哈贝尔（捷克語：Vladimír Haber，1949年8月26日—），捷克男子手球运动员。他曾代表捷克斯洛伐克国家队参加1972年和1976年夏季奥林匹克运动会手球比赛，其中1972年奥运会获得一枚银牌。